# Szczury tunelowe

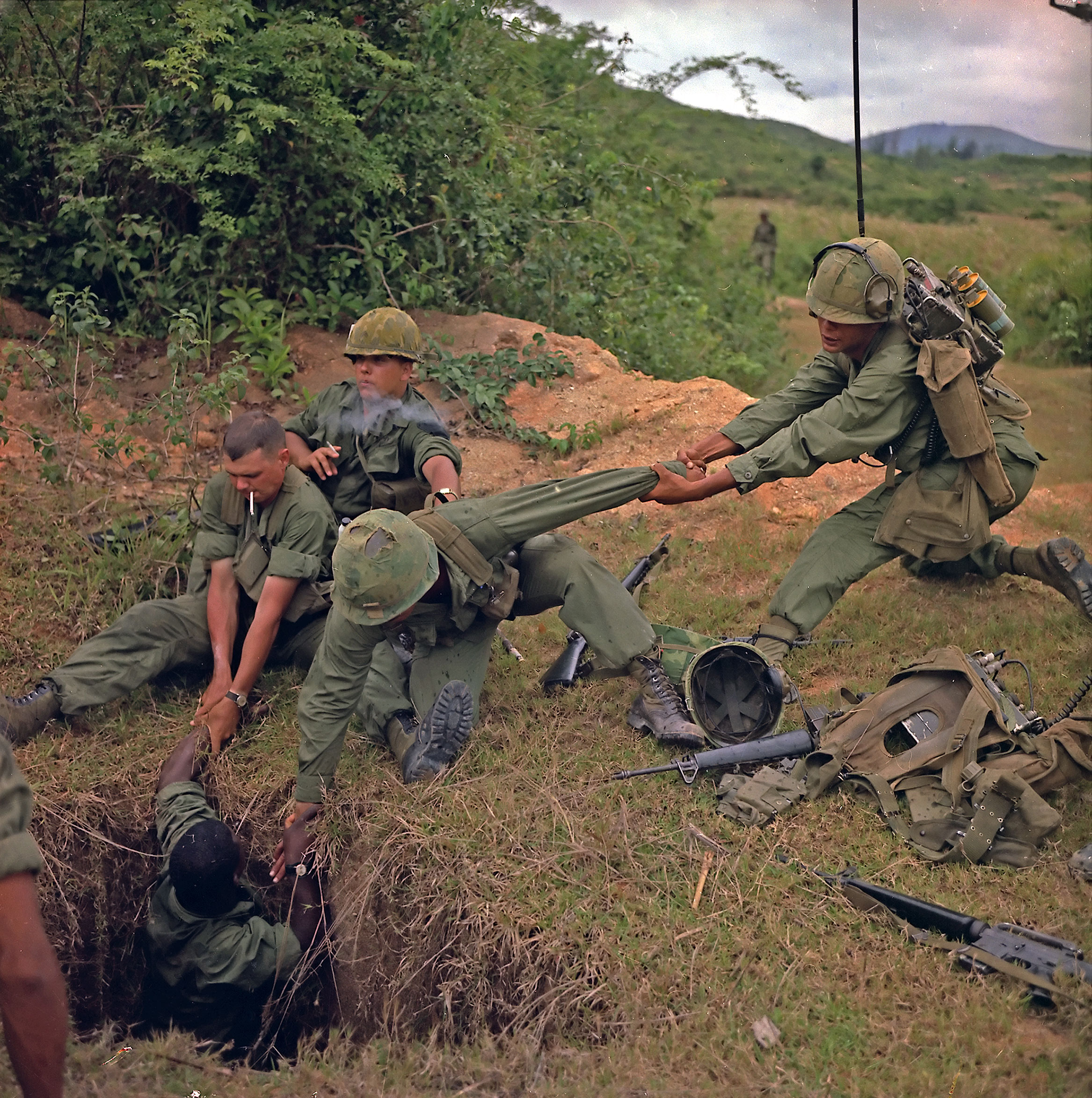
Amerykański żołnierz opuszczany w głąb tunelu w czasie operacji Oregon (1967)

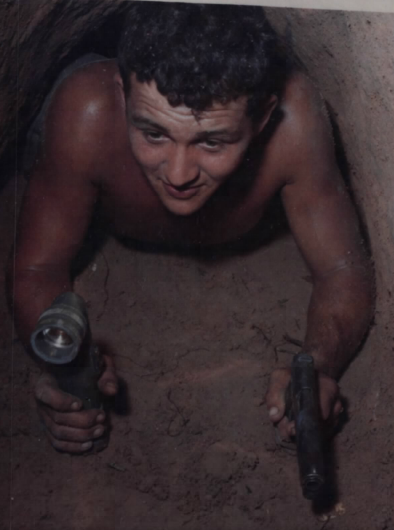
Szczur tunelowy, podczas operacji Cedar Falls (1967)

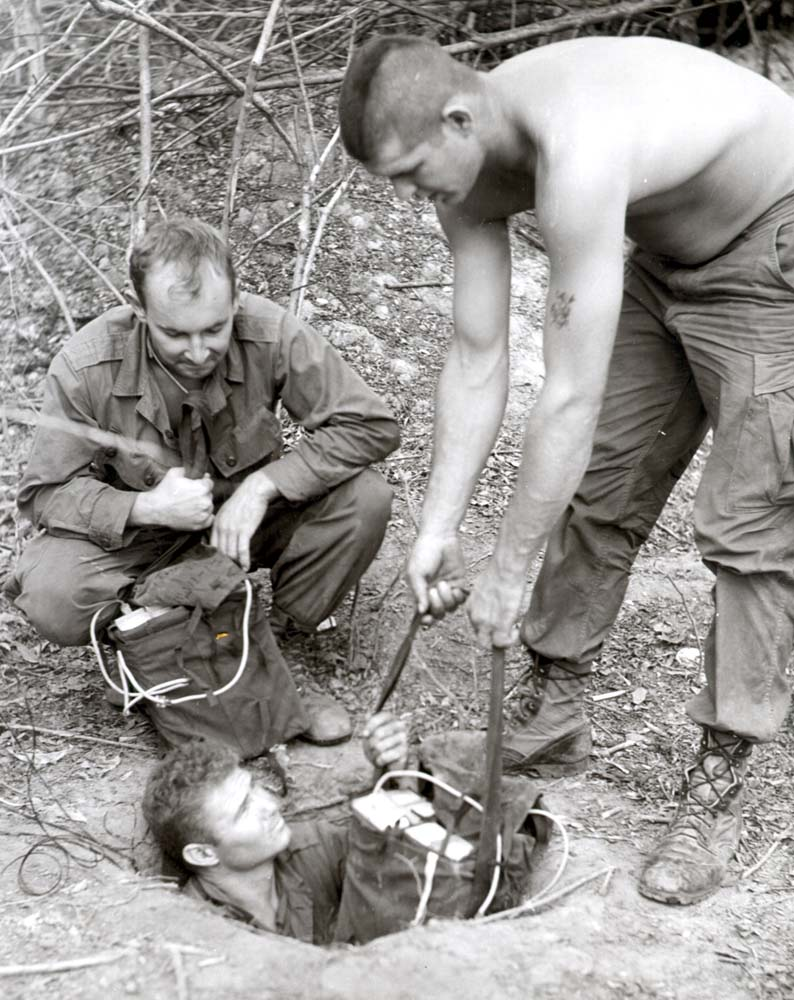
Przygotowania do wysadzenia wejścia do tunelu

Szczury tunelowe (ang. tunnel rats) – wydzielone grupy żołnierzy armii amerykańskiej, australijskiej i nowozelandzkiej podczas wojny w Wietnamie, których zadaniem była infiltracja sieci tuneli Vietcongu. 
Do formacji tej selekcjonowano żołnierzy cechujących się odpowiednimi predyspozycjami: wysoką odpornością psychiczną (zwłaszcza brakiem klaustrofobii), sprawnością fizyczną i drobną budową ciała. Wyposażani byli najczęściej w minimalny ekwipunek: pistolet, nóż i latarkę.

## Historia
Pierwsze kompleksy podziemnych bunkrów i tuneli powstały już podczas I wojny indochińskiej w latach 1946–1954. Od połowy lat 60. XX wieku podczas wojny wietnamskiej tunele były intensywnie rozbudowywane. Urządzono w nich magazyny amunicji, szpitale, warsztaty i koszary. Wykopane w gliniastej ziemi komory i tunele były niezwykle trwałe, wejścia do nich dobrze zamaskowane. Dodatkowo w niektórych przypadkach kompleksy tuneli posiadały fałszywe przejścia i pułapki (np. zaostrzone pale bambusowe punji czy miny).
Tunele były z powodzeniem wykorzystywane w walce przez komunistycznych partyzantów, umożliwiając im dokonywanie zaskakujących ataków i błyskawicznych odwrotów. Dla żołnierzy amerykańskich i ich sojuszników początkowo nie wiedzących o istnieniu tuneli wyglądało to niczym pojawienie się znikąd i zapadnięcie się pod ziemię. Po odkryciu pierwszych wejść do podziemnych kompleksów, podjęto próby przeciwdziałania zagrożeniu, jednak nie odnosząc na tym polu sukcesów. Infiltracja tuneli przez nieprzeszkolonych żołnierzy często kończyła się wybuchami paniki i ogniem bratobójczym. Bombardowania lotnicze okazywały się nieskuteczne, gdyż kilkumetrowej grubości sklepienia wytrzymywały eksplozje nawet stukilogramowych bomb. Podobnie wrzucanie w odkryte wejścia granatów, czy pojemników z gazem nie czyniło istotnych szkód.
Brak rezultatów w zwalczaniu partyzantów w tunelach ostatecznie wymusił na Amerykanach utworzenie specjalnych małych grup, przygotowanych do walki w takim środowisku. Odpowiednio wyselekcjonowani żołnierze szkoleni byli w zakresie podstaw konstrukcji systemów tunelowych oraz w technikach walki, poruszania się i nawigacji w nich.

## W kulturze
O szczurach tunelowych w 2008 roku nakręcono kanadyjsko-niemiecki dramat wojenny Tunnel Rats w reżyserii Uwe Bolla.